# ミート・ミー・ハーフウェイ
「Meet Me Halfway」（ミート・ミー・ハーフウェイ）は、ブラック・アイド・ピーズの5枚目のスタジオ・アルバム『The E.N.D』収録の3番目のシングル。
未来的なエレクトロ・ポップと1980年代のポップ・スタイルを組み合わせたダンス・ポップであり、米国Billboard Hot 100で最高7位を記録。オーストラリア、ドイツ、ルーマニア、メキシコ、英国のチャートでトップを記録し、これらの国では2009年で10番目に売れたシングルとなった。

## リリースまでの背景
この曲はアルバム（『The E.N.D』）がリリースされるまで毎週1回、アルバムトラック3曲をリリースするプロジェクト「Countdown to The END」の一環で、「Imma Be」と「Alive」に続きシリーズ最後のプロモーションシングルとしてリリースされた。最初期はオーストラリアのToday Networksの Hot30 Countdownおよびカナダ全土のラジオ局で放送された。

## プロモーション
英国でシングルとしてリリースされた次の週である2009年11月8日、この曲は英国のテレビ歌唱コンテスト「Xファクター」の第5週の結果番組で生演奏された。
2009年のアメリカン・ミュージック・アワードで「ブン・ブン・パウ」とともにこの曲を演奏。
2009年のヴィクトリアズ・シークレット・ファッションショーでこの曲のミックスを披露。

## 評価
この曲は音楽評論家からは概ね肯定的な評価を受けた。
プレフィックス誌は「『Meet Me Halfway』は、ブラック・アイド・ピーズの『ニューウェイヴな』バラードよりも優れているという点で主に注目に値する。」と述べた。
米国ビルボードは「ファーギーは各音符を引き伸ばして官能的なボーカルを実現し、ファンクギター、ハンドクラップ、ディストーションパルスの韻の大部分を担当する共同プロデューサーのウィル・アイ・アムをうまく補完している。このトラックは、すでにHot 100に上り詰めたブラック・アイド・ピーズであってもヒットパレードがまだ終わっていないことを証明するものだ。」と評価した。
About.comのビル・ラムは次のように述べている。「ファーギーはこの曲で明確なリード・ヴォーカルをとっている。彼女は、大げさな声や別世界のような声域で誰かを圧倒することはないだろう。しかし、彼女の声にはほとんど涙声のようなエッジがあり、どのようなパフォーマンスも感情に浸っているように聴こえる。これは『Meet Me Halfway』も例外ではない。この曲は明らかにファーギーに焦点が当てられており、ある意味ではソロ作品と見ることもできる。しかし、この曲のスタイルは、ファーギーの『The Dutchess』ではなく、ブラック・アイド・ピーズのアルバム『The E.N.D.』の文脈によく合っている： このグループのグリッチーなフューチャー・ファンク・ビートと、ファーギーの臆面もなくフェミニンなメロディーがシンクロする時、甘く陰湿な『Meet Me Halfway』のように、彼らは純粋なトップ40の涅槃を見つけるのだ。」

## チャート成績
この曲は、2009年10月3日までの週のBillboard Hot100で75位に初登場し、6週目（11月7日）には最高7位を記録。アルバムから3回連続のトップ10ヒットとなった。これにより『The E.N.D』はHot 100のトップ10ヒットが3曲収録されたバンド初のアルバムとなった。この3曲は連続してトップ10入りを果たし、グループは30週連続でトップ10ヒットを記録した。またARIAチャートでもトップとなり、『The E.N.D』から3回連続のナンバー1シングルとなった。
英国では2009年10月11日付で全英シングル・チャート67位にランクインした。チャートイン5週目（2009年11月8日）には3位まで上昇し、Xファクターに関連しない曲としては最高位となり、同様にXファクターに関連しない曲としてはジェイ・ショーンの「Down」とともにトップ5にランクインした2曲のうちの1曲となったが、ブラック・アイド・ピーズは同夜のXファクターの結果発表番組で「Meet Me Halfway」を披露し、これがさらに大きな露出につながることとなった。11月13日、最も競合するレオナ・ルイスの 「Happy」を上回り、1位を獲得する勢いであることが発表された。2009年11月15日、「Meet Me Halfway 」はアルバム『The E.N.D.』にとって3作連続、バンド全体では4作目となるイギリスでのナンバーワン・シングルとなり、オーストラリアと同じ成功を収めた。12月27日（日）現在、「Meet Me Halfway」はイギリスで517,178枚を売り上げ、2009年で13番目に売れたシングルとなった。12月20日には8週連続で10位へと低下したが、翌週には6位に上昇。2010年1月3日には再び3位に上昇した。
ニュージーランドのトップ40では3位を記録し、アルバムから3作連続のトップ3ヒットとなった。2009年10月15日付のアイルランド・シングル・チャートでは27位にランクインし、シェリル・コールの「Fight For This Love」、Xファクターのファイナリストによる「You Are Not Alone」のカバー、そしてレディー・ガガの「バッド・ロマンス」を抑えて5週連続2位を記録した。この曲はドイツのシングルチャートでも1位を獲得し、約5年ぶり3度目のチャートトップとなった（過去2曲は「Where Is the Love?」と「Shut Up」でいずれも2003年）。

## ミュージックビデオ
ミュージック・ビデオは、ウィル・アイ・アムが「I Gotta Feeling」の監督ベン・モル（Ben Mor）を起用することを発表した。このミュージックビデオについてウィルは「これは今までとは大きく異なるタイプのビデオだ。「ブン・ブン・パウ」はとても未来的で、「I Gotta Feeling」はパーティーのような雰囲気だったが、この曲はよりアーティスティックなビデオだ。」と評した。このビデオは2009年10月12日に初公開され、10月13日にiTunes Music Storeでリリースされた。
ビデオは、太陽系のさまざまな場所にいるメンバーをフィーチャーしている。砂漠の真ん中の道路で始まり、宇宙の空へとパンニングされ、宇宙のさまざまな場所で歌うメンバーそれぞれのシーンに移行する： ファーギーは緑豊かなジャングルの真ん中に横たわり、アップル・デ・アップは遊牧民の服を着て砂漠の惑星で浮遊し、ウィル・アイ・アムは木星の月で象に乗り、タブーは宇宙服を着て太陽の周りを滑空する。アップルは地図を取り出し、ウィルはコンパスを使って他のメンバーへの道を探す。しばらくしてウィルは、各メンバーが通るゲートウェイを示すダイヤルを見つける。メンバー全員がスターゲイトを使い、流れ星に変身し、砂漠の真ん中に道がある惑星（シンガーたちがいる様々な場所のミックスであり、ビデオに登場する全ての場所の中途半端な場所であることから、おそらく地球）に着陸する。これは、"The E.N.D. "というフレーズで終わらないアルバムの最初のビデオである。 

## カバーとその他メディア作品での使用
2010年5月、イギリスのヒップホップ・トリオ、Nダブズのメンバー2人が、3人目のメンバーであるトゥリサが体調不良だったためにライブ・ラウンジでシンガーのNyと一緒に、ジェイ・ショーンの「Down」とこの曲をアコースティック・マッシュアップした。
2010年6月、メタルコア・バンド、ヘイスト・ザ・デイは、彼らの最後のスタジオ・アルバム『アタック・オブ・ザ・ウルフ・キング』のスペシャル・エディションでこの曲のカバーをリリースした。
2012年には、ザ・フューチャーヘッズのアカペラアルバム『Rant』に「Meet Me Halfway」のカヴァーが収録された。
2013年に発売されたビデオゲーム『グランド・セフト・オートV』のサウンドトラックに収録（ゲーム内のラジオ局「Non Stop Pop FM」に収録されている。ただし、2015年に発売された強化版と呼ばれる次世代機及びそれ以降での収録となるためオリジナル版であるPS3,Xbox 360のバージョンには収録されない）。

## トラックリスト
英国 CD シングル (2721563)
| #         | タイトル                                       | 作詞 | 作曲・編曲 | 時間 |
| --------- | ---------------------------------------------- | ---- | ---------- | ---- |
| 1.        | 「Meet Me Halfway」(Radio Edit)                |      |            | 3:44 |
| 2.        | 「I Gotta Feeling」(David Guetta's FMIF Remix) |      |            | 6:13 |
| 合計時間: | 合計時間:                                      | 7:50 |            |      |

デジタルダウンロード
| #         | タイトル                                                          | 作詞  | 作曲・編曲 | 時間 |
| --------- | ----------------------------------------------------------------- | ----- | ---------- | ---- |
| 1.        | 「Meet Me Halfway」(DJ Ammo & A Poet Named Life Remix)            |       |            | 5:25 |
| 2.        | 「Meet Me Halfway」(will.i.am Meet Me At The Remix)               |       |            | 5:49 |
| 3.        | 「Meet Me Halfway」(will.i.am In 3D Remix)                        |       |            | 5:40 |
| 4.        | 「Meet Me Halfway」(Printz Board Remix for Beets & Produce, Inc.) |       |            | 5:21 |
| 5.        | 「Meet Me Halfway」(Richard Vission Solmatic Remix)               |       |            | 5:30 |
| 合計時間: | 合計時間:                                                         | 27:45 |            |      |

## クレジット
出典はDiscogsより引用。
ベース [Synth Bass] ー Printz Board
ギター [Guitars By] ー George Pajon, Tim "Izo" Orindgreff
キーボード [キー]、シンセサイザー [シンセ]、ベース・ギター、ドラム・プログラミング ー Keith Harris
作曲 ー William Adams, Allan Pineda, Jaime Gomez, Stacy Ferguson, Jean Baptiste, Keith Harris, Sylvia Gordon
ボーカル ー ウィル・アイ・アム、ファーギー, タブー、アップル・デ・アップ
レコーディング ー メトロポリス・スタジオ（イギリス、ロンドン）
マネージメント ー David Sonenberg and William Derella for DAS Communications, Ltd. and Polo Molina for Grass Roots Productions, Inc

## チャート
| Chart (2009–2010)                        | Peak position |
| ---------------------------------------- | ------------- |
| オーストラリア (ARIA)                    | 1             |
| オーストリア (Ö3 Austria Top 40)         | 4             |
| ベルギー (Ultratop 50 Flanders)          | 1             |
| ベルギー (Ultratop 50 Wallonia)          | 1             |
| カナダ (Canadian Hot 100)                | 5             |
| CIS (TopHit)                             | 10            |
| チェコ (Rádio Top 100)                   | 2             |
| デンマーク (Tracklisten)                 | 9             |
| ヨーロッパ (European Hot 100 Singles)    | 1             |
| フィンランド (Suomen virallinen lista)   | 16            |
| フランス (SNEP)                          | 3             |
| ドイツ (GfK Entertainment charts)        | 1             |
| Greece (IFPI)                            | 1             |
| ハンガリー (Dance Top 40)                | 16            |
| ハンガリー (Rádiós Top 40)               | 4             |
| アイルランド (IRMA)                      | 2             |
| イスラエル (Media Forest)                | 1             |
| イタリア (FIMI)                          | 2             |
| Luxembourg Digital Songs (Billboard)     | 1             |
| オランダ (Dutch Top 40)                  | 3             |
| オランダ (Single Top 100)                | 5             |
| ニュージーランド (Recorded Music NZ)     | 3             |
| ノルウェー (VG-lista)                    | 1             |
| Poland (Polish Airplay Chart)            | 2             |
| ポーランド (Dance Top 50)                | 6             |
| Portugal Digital Songs (Billboard)       | 2             |
| Romania (Romanian Top 100)               | 1             |
| スコットランド (Official Charts Company) | 1             |
| スロバキア (Rádio Top 100)               | 5             |
| スペイン (PROMUSICAE)                    | 5             |
| Spain Airplay (PROMUSICAE)               | 2             |
| スウェーデン (Sverigetopplistan)         | 5             |
| スイス (Schweizer Hitparade)             | 3             |
| UK シングルス (OCC)                      | 1             |
| UK R&B (OCC)                             | 1             |
| US Billboard Hot 100                     | 7             |
| US Dance Club Songs (Billboard)          | 17            |
| US Pop Airplay (Billboard)               | 10            |
| US Rhythmic (Billboard)                  | 9             |

| Chart (2009)                      | Position |
| --------------------------------- | -------- |
| Australia (ARIA)                  | 8        |
| Belgium (Ultratop 50 Flanders)    | 55       |
| Belgium (Ultratop 50 Wallonia)    | 37       |
| Canada (Canadian Hot 100)         | 75       |
| Germany (Official German Charts)  | 69       |
| Hungary (Rádiós Top 40)           | 148      |
| Netherlands (Dutch Top 40)        | 63       |
| Netherlands (Single Top 100)      | 82       |
| New Zealand (Recorded Music NZ)   | 28       |
| Switzerland (Schweizer Hitparade) | 95       |
| UK Singles (OCC)                  | 10       |

| Chart (2010)                         | Position |
| ------------------------------------ | -------- |
| Australia (ARIA)                     | 98       |
| Austria (Ö3 Austria Top 40)          | 22       |
| Belgium (Ultratop 50 Flanders)       | 19       |
| Belgium (Ultratop 50 Wallonia)       | 11       |
| Canada (Canadian Hot 100)            | 39       |
| CIS (TopHit)                         | 60       |
| European Hot 100 Singles (Billboard) | 3        |
| France (SNEP)                        | 29       |
| Germany (Official German Charts)     | 30       |
| Hungary (Dance Top 40)               | 53       |
| Hungary (Rádiós Top 40)              | 11       |
| Italy (FIMI)                         | 16       |
| Netherlands (Dutch Top 40)           | 79       |
| Romania (Romanian Top 100)           | 34       |
| Spain (PROMUSICAE)                   | 18       |
| Spain Airplay (PROMUSICAE)           | 4        |
| Sweden (Sverigetopplistan)           | 60       |
| Switzerland (Schweizer Hitparade)    | 32       |
| UK Singles (OCC)                     | 103      |
| US Billboard Hot 100                 | 58       |

| Chart (2000–2009) | Position |
| ----------------- | -------- |
| Australia (ARIA)  | 40       |

## 認定と販売枚数
| 国/地域                                                                                  | 認定        | 認定/売上数 |
| ---------------------------------------------------------------------------------------- | ----------- | ----------- |
| オーストラリア (ARIA)                                                                    | 3× Platinum | 210,000^    |
| ベルギー (BEA)                                                                           | 2× Platinum | 60,000*     |
| カナダ (Music Canada)                                                                    | 2× Platinum | 160,000*    |
| デンマーク (IFPI Danmark)                                                                | Gold        | 15,000^     |
| フランス (SNEP)                                                                          | Platinum    | 250,000*    |
| ドイツ (BVMI)                                                                            | Platinum    | 300,000     |
| イタリア (FIMI)                                                                          | Platinum    | 30,000*     |
| ニュージーランド (RMNZ)                                                                  | Platinum    | 15,000*     |
| スペイン (PROMUSICAE)                                                                    | Platinum    | 40,000*     |
| スイス (IFPI Switzerland)                                                                | Gold        | 15,000^     |
| イギリス (BPI)                                                                           | 2× Platinum | 866,000     |
| アメリカ合衆国 (RIAA)                                                                    | 2× Platinum | 2,000,000^  |
| * 認定のみに基づく売上数 · ^ 認定のみに基づく出荷枚数 · 認定のみに基づく売上数と再生回数 |             |             |

## リリース日
| 国名           | リリース日     | フォーマット           | ラベル     |
| -------------- | -------------- | ---------------------- | ---------- |
| 米国           | 2009年9月22日  | Contemporary hit radio | Interscope |
| オーストラリア | 2009年10月9日  | CD                     | Universal  |
| 英国           | 2009年11月2日  | CD                     | Polydor    |
| イタリア       | 2009年11月13日 | Radio airplay          | Universal  |
| 米国           | 2009年11月17日 | Digital download (EP)  | Interscope |
| ドイツ         | 2009年11月20日 | CD                     | Universal  |
| フランス       | 2009年11月23日 | CD                     | Polydor    |